# Station Trenčín

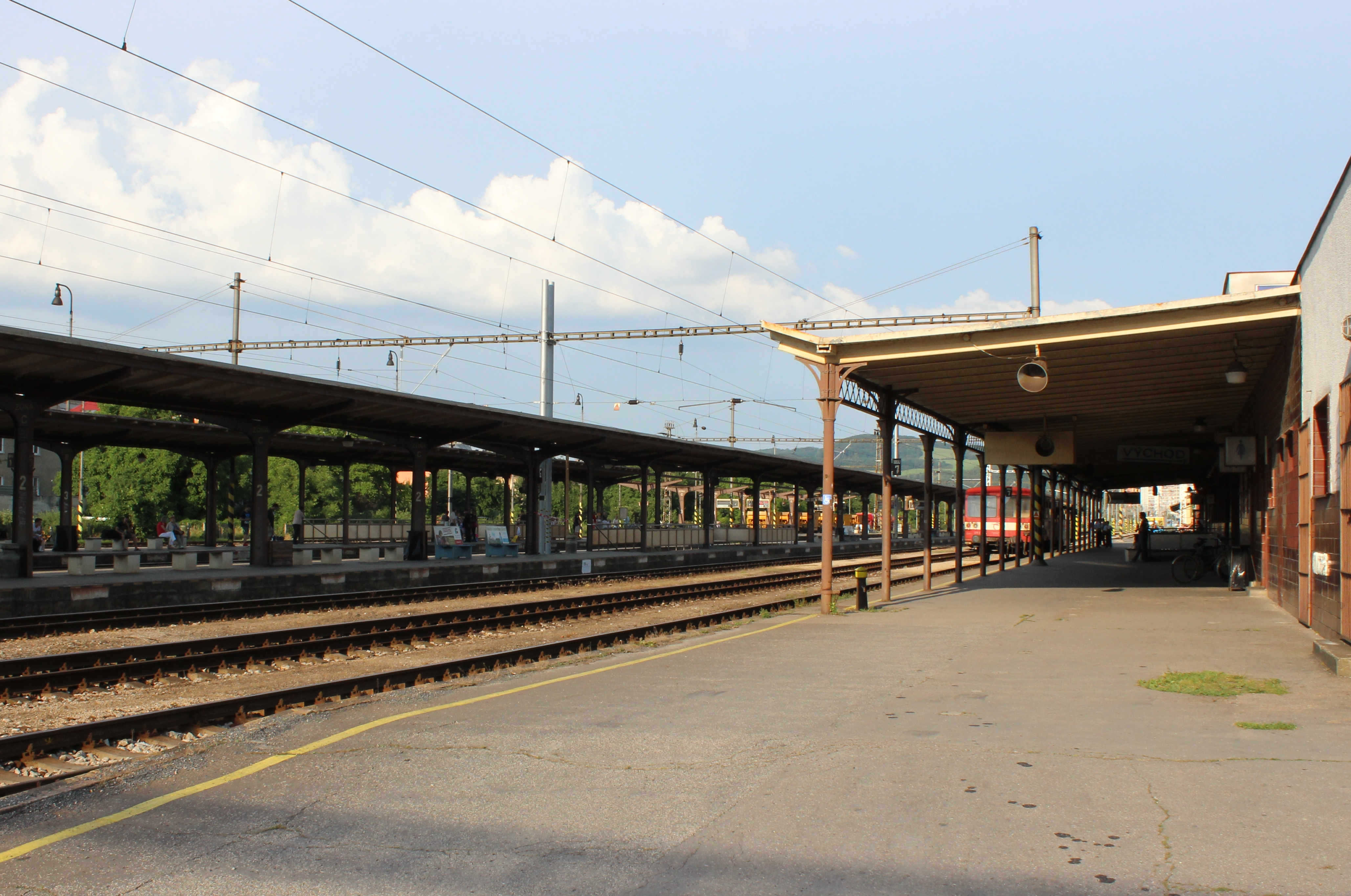
Station Trenčín. Zicht op de perrons en de sporen.

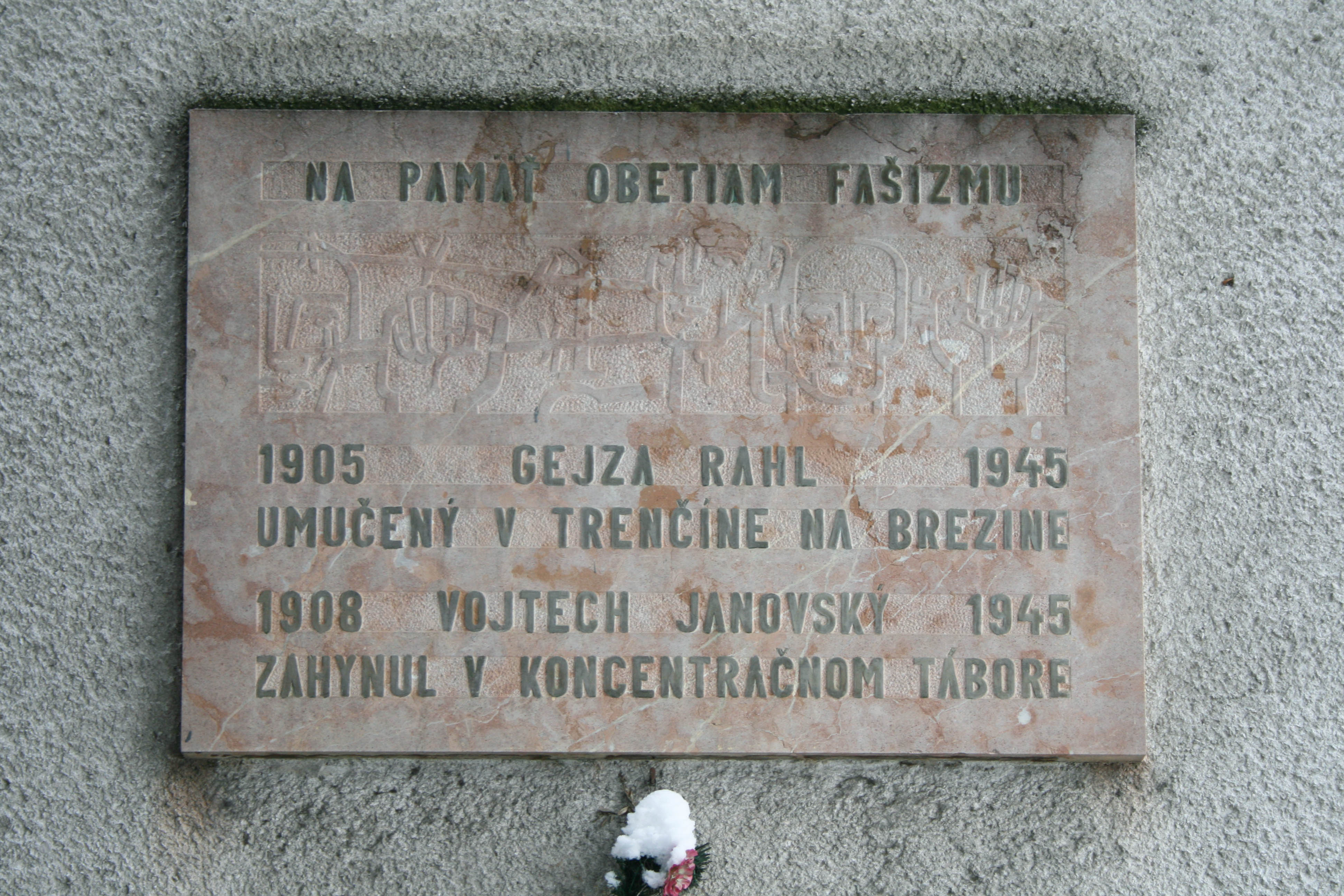
Gedenkplaat aan het station.

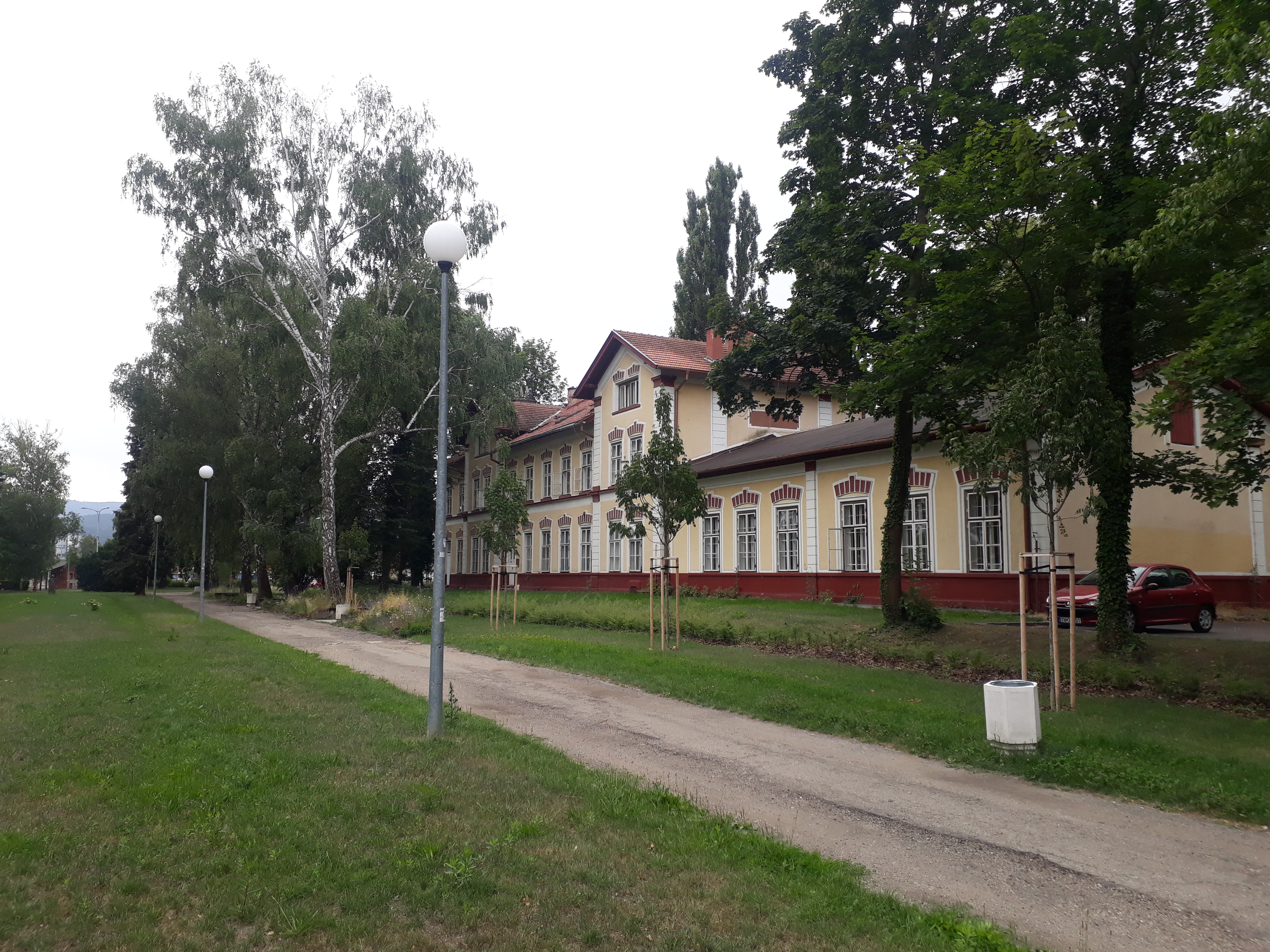
Het oude (afgedankte) stationsgebouw in het park

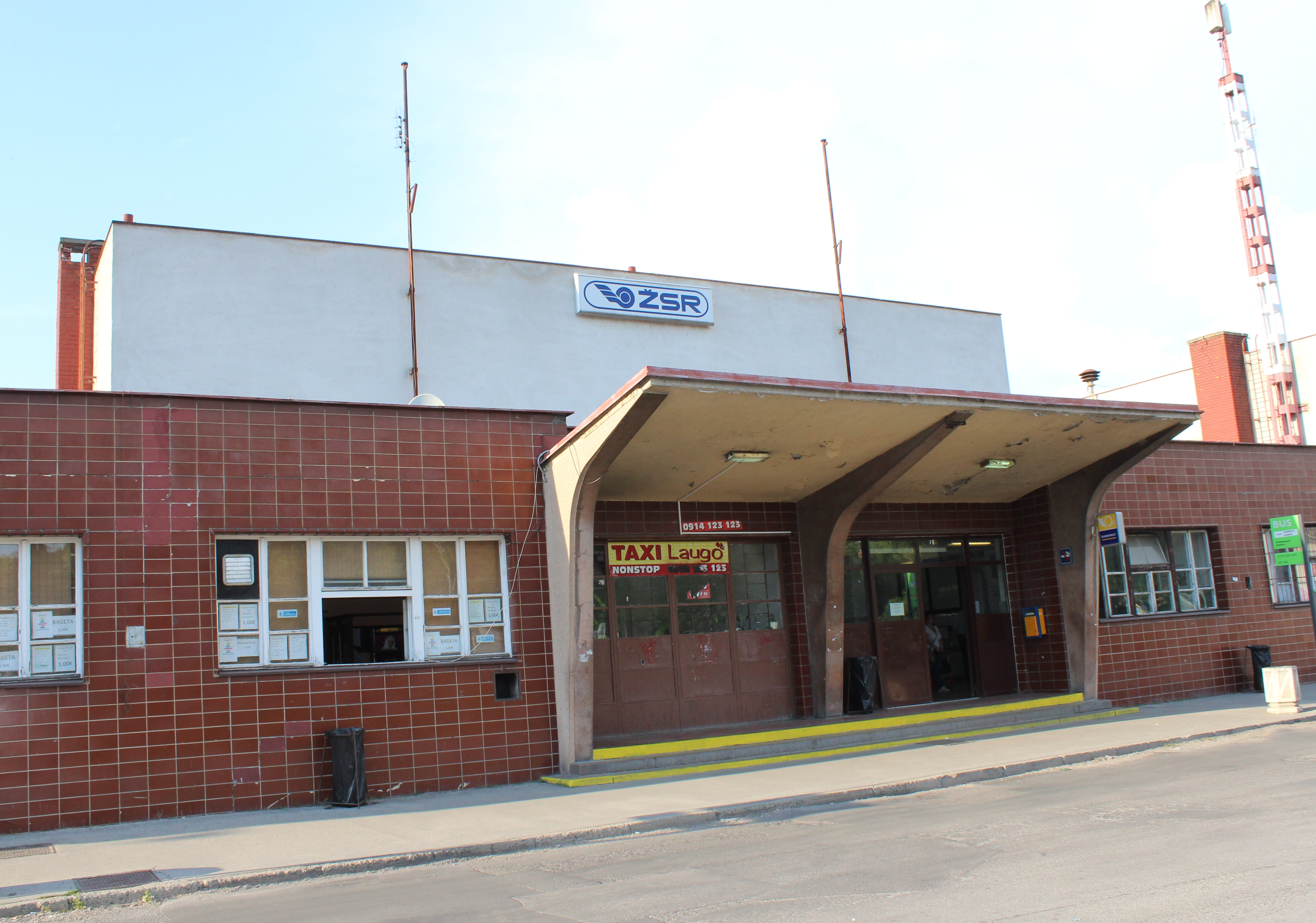
Het nieuwe station, gebouwd in 1943.

Station Trenčín is een treinstation in de stad Trenčín,  in het noordwesten van Slowakije.

## Ligging
Het station is bereikbaar via de "Železničná ulica" (vertaald: "Spoorwegstraat"). Het ligt op het kruispunt van lijn 120 (Bratislava - Žilina) en lijn 143 (Trenčín - Chynorany).

## Exploitatie
Het station ligt op lijn 120 (Bratislava - Žilina), op korte afstand van het Kočkovsky-kanaal en de rivier de Váh. Lijn 120 is zeer belangrijk, zowel voor het vervoer van passagiers als voor vracht. Ze is een deel van de noordelijke dwarslijn.
Een ander en kleiner niet-geëlektrificeerd enkelspoor heeft Trenčín als oorsprongstation: lijn 143 naar Chynorany. In Chynorany is er aansluiting naar het centrum van Slowakije.
Lijn 123 (Trenčianska Teplá – Vlársky priesmyk) , die leidt naar Tsjechië via het Slowaakse grensstation Horné Srnie, takt van de lijn 120 af nabij de stad Trenčianska Teplá. De passagierstreinen in de richting Tsjechië rijden echter niet verder dan het Slowaakse grensstation Horné Srnie. Er zijn niettemin rechtstreekse treinen naar Tsjechië, weliswaar via een omweg, met name via lijn 121, die van lijn 120 aftakt nabij Nové Mesto nad Váhom: ongeveer twintig kilometer verder in zuidwestelijke richting.

## Geschiedenis
Het station van Trenčín werd in 1883 ingehuldigd als een deel van de verlenging van de lijn 120 die toen in aanbouw was. Het originele passagiersgebouw dat voor die gelegenheid werd opgetrokken, bestaat anno 2024 nog steeds. Het is te zien in het park (voormalig spoorwegterrein), vlakbij het station.
In 1897 werd een nieuwe lijn met een lengte van 16,630 kilometer ingehuldigd, in de richting van Bánovce nad Bebravou. Deze lijn zou naderhand worden doorgetrokken in de richting Chynorany en lijn 143 worden.
Omstreeks de overgang van de 19e naar de 20e eeuw was er een toename van het treinverkeer. Daarom werd besloten om lijn 120 in de richting richting Bratislava dubbelsporig te maken. Dit vereiste de bouw van een nieuwe en bredere brug over de Váh in 1907.
In 1943 werd een nieuw stationsgebouw ingehuldigd. Men ziet er een gedenkplaat voor personen die in 1945 het leven verloren:

Vertaling:

Ter herdenking aan de slachtoffers van het fascisme:

° 1905 Gejza Rahl 1945

gemarteld in Trenčín

° 1908 Vojtech Janovsky 1945

omgekomen in een concentratiekamp in Tabor.

Tussen oktober 2012 en december 2017 werd een renovatie uitgevoerd van het 12 kilometer lange traject tussen Zlatovce  en Trenčianska Teplá. Dit traject (dat deel uitmaakt van lijn 120) werd aangepast voor een commerciële snelheid van 160 km/u, maar kreeg te maken met kritiek op de veroorzaakte geluidsoverlast. Bijgevolg werd een verzoek ingediend om de spoorlijn te verplaatsen naar buiten de stad. Aan deze vraag werd geen gevolg gegeven. In de plaats daarvan werd een 240 meter lang geluidsscherm gebouwd. 
De renovatie van de hele lijn kostte in totaal bijna een kwart miljard euro.
In 2014 is nogmaals begonnen met de bouw van een nieuwe brug over de rivier de Váh. Zodoende werd een snellere verbinding tussen de linker - en de rechteroever gerealiseerd. Deze brug is thans in gebruik. Het station Trenčín werd gerenoveerd en uitgerust met drie perrons en twee ondergrondse gangen, alle uitgerust met liften.

## Dienstverlening
Station Trenčín omvat een passagiersgebouw met een wachtzaal en een loket. Tijdens het dienstjaar 2024-2025 worden aan dit loket reisbiljetten voor binnenverkeer en internationaal verkeer verkocht. Voor de openingsuren: zie de onderstaande externe link: "ŽSSK - Loket - Openingsuren".

## Verkeer
Het station biedt rechtstreekse en regelmatige verbindingen naar verscheidene grote Slowaakse steden, onder meer Bratislava, Žilina, Košice en Trnava, maar ook naar andere, minder belangrijke bestemmingen, zoals Vrbovce of Chynorany. Ook bestaat de mogelijkheid om Tsjechië te bereiken via Velká nad Veličkou.

## Openbaar vervoer
Voor het stationsgebouw bevindt zich een groot autobusstation, dat stedelijke en regionale verbindingen biedt. Het merendeel van deze autobussen wordt geëxploiteerd door de Slovenská busová doprava Trenčín, a.s.

## Afbeeldingen

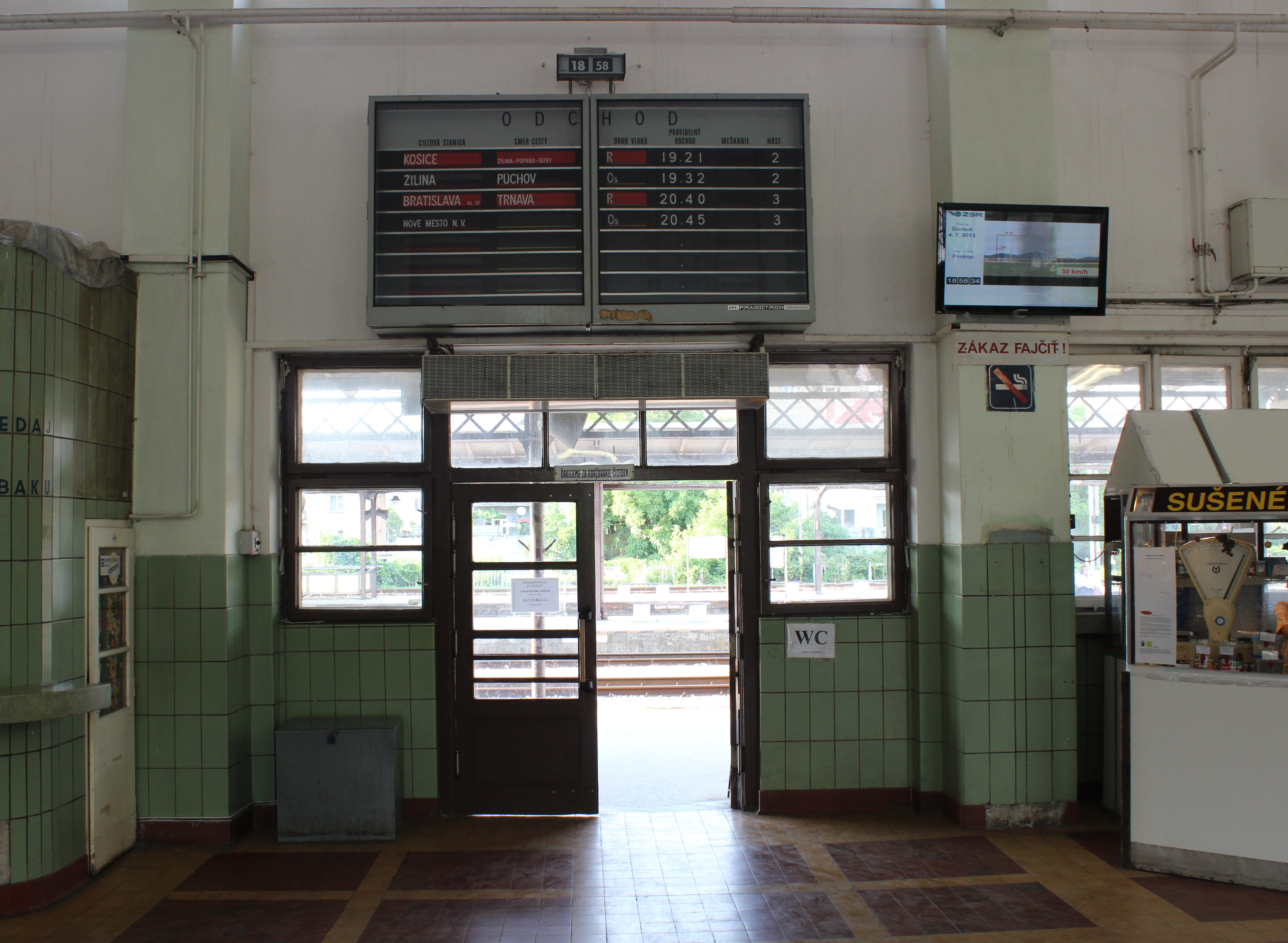
Interieur. Lokettenzaal
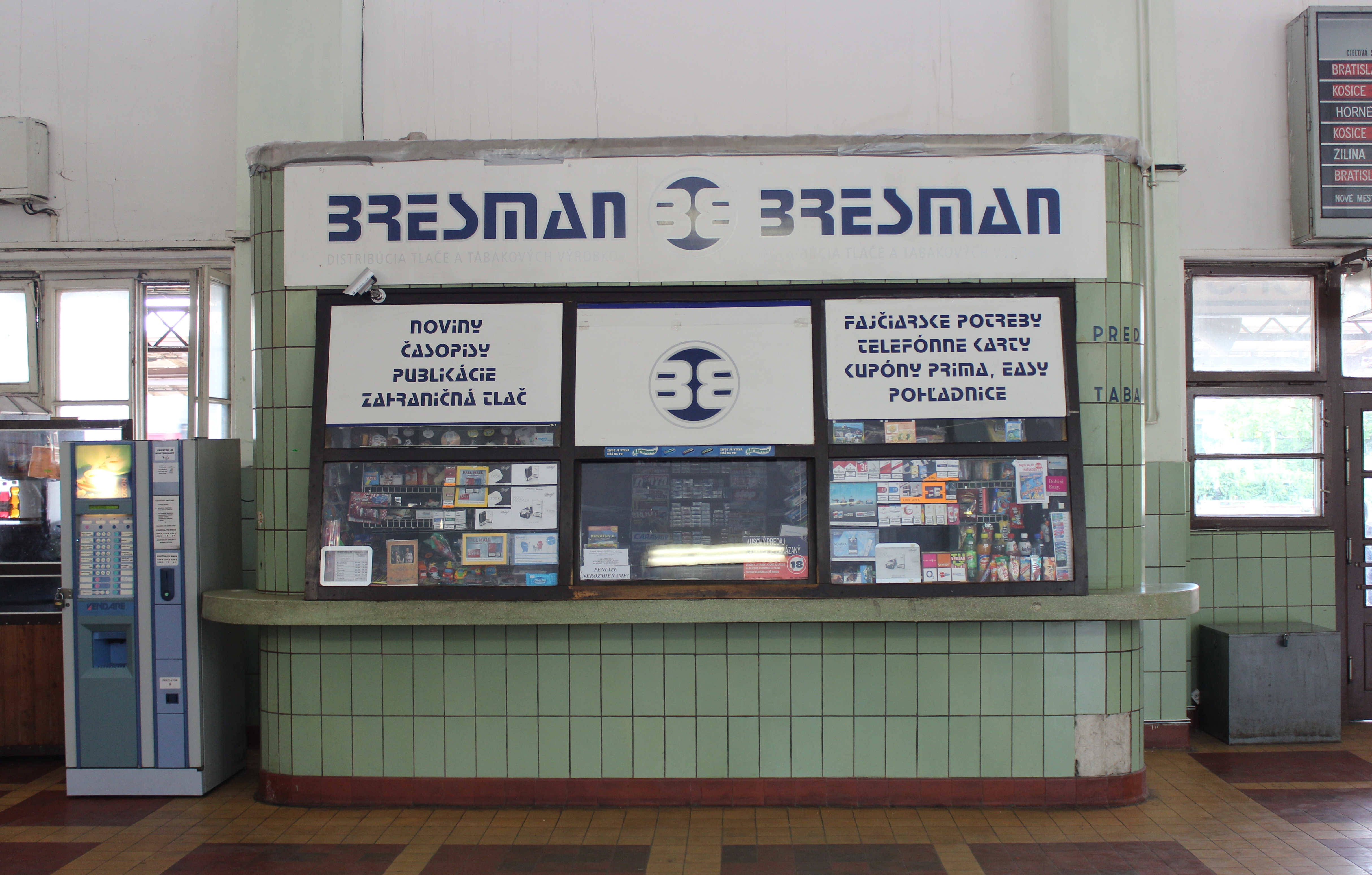
Interieur. Kiosk.